# Amphicteis posterobranchiata
Amphicteis posterobranchiata är en ringmaskart som beskrevs av Fauvel 1932. Amphicteis posterobranchiata ingår i släktet Amphicteis och familjen Ampharetidae. Inga underarter finns listade i Catalogue of Life.